# かみちゃまかりん オリジナルサウンドトラック
『かみちゃまかりん オリジナルサウンドトラック』は、テレビアニメ『かみちゃまかりん』のサウンドトラックである。2007年10月10日にLantisから発売された。

## 収録曲
1. 暗黒天国（tv size） [1:31]
歌：ALI PROJECT
作詞：宝野アリカ、作曲・編曲：片倉三起也
  - オープニングテーマ
2. サブタイトル [0:09]
3. プロローグは不吉な予感 [1:50]
4. ChromaticTravel [1:43]
5. 朝の情景 [2:02]
6. 花鈴 [1:44]
7. 花鈴の夢と目覚め [1:38]
8. 和音 [1:58]
9. 指輪の系図 [1:58]
10. 姫香 [1:34]
11. 転校生はOddEye [1:44]
12. 1人のヒメカ [1:44]
13. もう1人のヒメカ [1:39]
14. 学園のソナチネ [1:24]
15. Otomechic [1:42]
16. 学園のカノン [1:49]
17. Romance [2:22]
18. 放課後 [1:42]
19. 優しい時間 [2:03]
20. 家へ帰ろう [2:09]
21. FivePianos [1:27]
22. アイキャッチA [0:08]
23. アイキャッチB [0:09]
24. CatWalk [1:31]
25. 和佐 [1:32]
26. EarlySong [2:22]
27. 黄昏の街 [1:28]
28. Elegy [1:56]
29. 夕暮れのフルート [1:51]
30. 不安のカケラ [1:41]
31. 事件発生だしー  [1:46]
32. 闇の力 [1:37]
33. トオイオト [1:01]
34. 指輪をめぐる謎 [2:10]
35. ゼウスの指輪 [1:30]
36. 変神=アイアムゴーッド [1:39]
37. 変神=烏丸兄妹 [1:44]
38. Battle・Athena&Apollon [1:59]
39. Battle・Ares&Nyx [1:48]
40. Baroque2007 [2:35]
41. 旅の最果て [2:26]
42. アネモネ（tv size） [1:32]
歌：中原麻衣
作詞・作曲：micco、編曲：菊池達也
  - 前期エンディングテーマ
43. 空中迷路（tv size） [1:31]
歌：marble
作詞：micco、作曲・編曲：菊池達也
  - 後期エンディングテーマ